# 普渡大學工程學院
40°25.86′N 86°54.87′W / 40.43100°N 86.91450°W
普渡大學工程學院（英語：Purdue University College of Engineering，簡稱Purdue Engineering），為普渡大學十所主要學術機構之一，提供學士、碩士、與博士學位。普渡大學工程學院也被稱為「太空人的搖籃」，共有24位太空人畢業自普渡大學工程學院，其中包括第一個太空人尼爾·阿姆斯壯，目前最後一個登月的太空人尤金·塞爾南，和在首次阿波羅1號任務中犧牲的維吉爾·格里森。學院各科系的學術表現在全國乃至於全世界均具頂尖水準，多數科系名列所屬領域全美前十名。

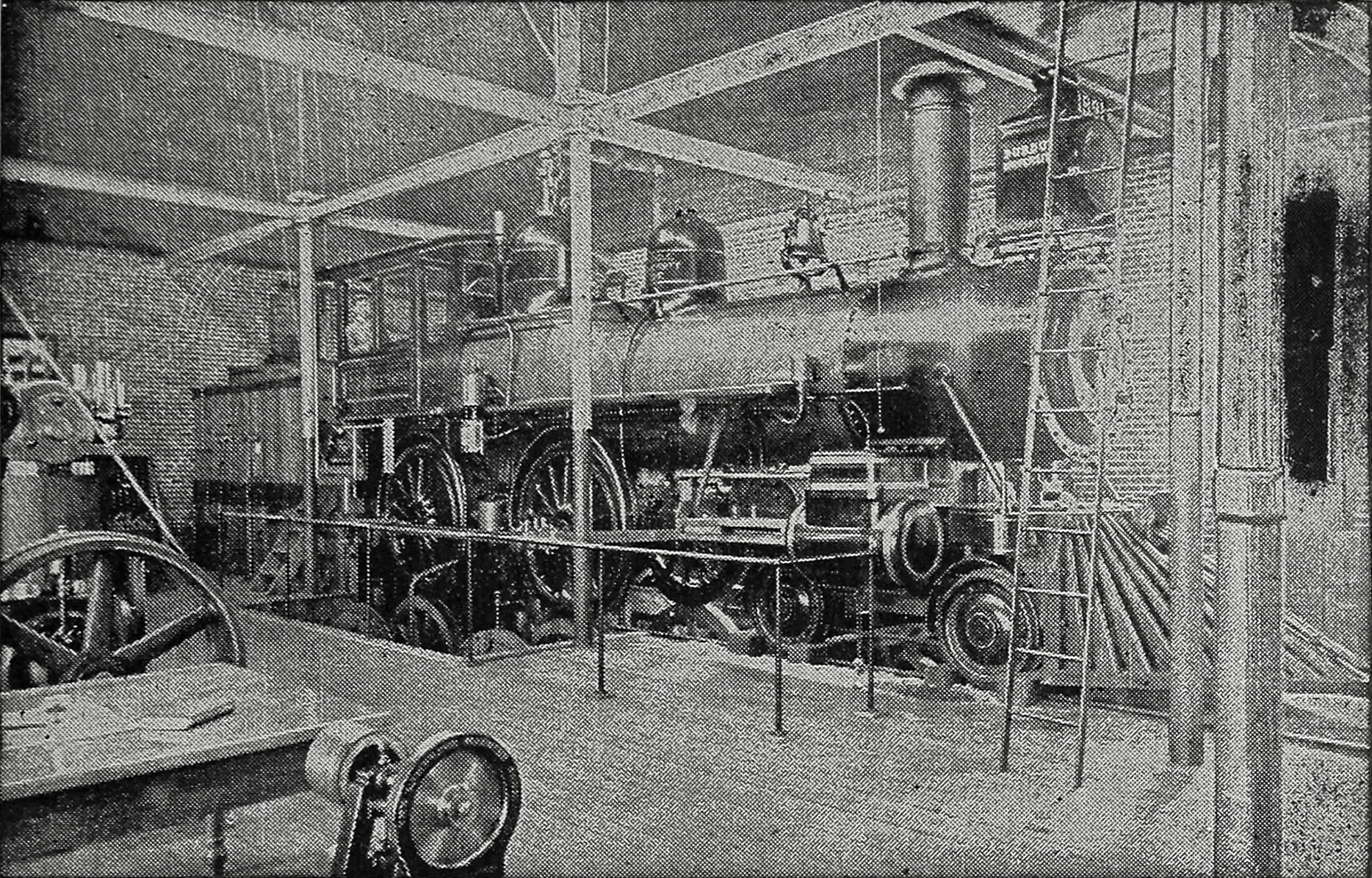
Cassier's Magazine於其1892年八月出刊的雜誌介紹普渡大學，並附上當時的機械工程學系實驗室照片。

## 歷史
普渡大學工程學院始於1874年設立的土木工程與機械工程的四年制學士學位學程。1882年，機械工程學系（School of Mechanical Engineering）設立。1911年，化學工程學系（School of Chemical Engineering）設立，並於1938年更名為化學與冶金工程學系（School of Chemical and Metallurgical Engineering）。農業工程學系（Agricultural Engineering）於1925年創立，該系於2005年更名為農業與生物工程學系（Division of Agricultural and Biological Engineering）。1942年，機械工程學系重新命名為機械與航空工程學系（School of Mechanical and Aeronautical Engineering）。航空學系於1945年從機械工程學系分家，並於1953年改為航空工程學系（School of Aeronautical Engineering）。同年，工程學院首創全美第一個學士班新生工程學程（Freshmen Engineering program），新進學生於入學第一年需修習指定必修基礎課程，之後才選擇實際的主修科系。工業工程學系亦於同年創立。1959年化學與冶金工程學系拆成兩個科系，其中冶金工程學系於1973年改為材料工程學系（School of Materials Engineering）。
核能工程學系與女性工程學程設立於1960年代。1962年校內的核子反應爐開始運轉。1975年，全美黑人工程師學會（National Society of Black Engineers）創立於西拉法葉。結構工程與管理學系（Construction Engineering and Management Division）設立於1976年。1989年，Materials and Electrical Engineering Building（MSEE Building）落成，提供材料工程學系與電機工程學系更多空間。1998年，生醫工程學系（Biomedical Engineering）設立。2004年，現今的普渡大學工程學院正式設立，將各工程相關科系納入。同年，工程教育學系設立。Birck Nanotechnology Center、Biomedical Engineering Building、Neil Armstrong Hall of Engineering三棟工程學院主要建築，則於接續三年分別落成啟用。

## 系所
普渡大學工程學院現有13個主要學術單位，包括11個「院」（School）、2個「部」（Division）與若干學程。由於系所名稱僅為校內組織調整的官方稱謂，在中文名稱上一般仍稱謂「系」，分別列表如下：

### Schools
- 航空與航天工程學系（Aeronautics and Astronautics，簡稱AAE）[7]
- 農業與生物工程學系（Agricultural and Biological Engineering，簡稱ABE）[8]
- 生醫工程學系（Biomedical Engineering，簡稱BME）[9]
- 化學工程學系（Chemical Engineering，簡稱ChE）[10]
- 土木工程學系（Civil Engineering，簡稱CE）[11]
- 電機與電腦工程學系（Electrical and Computer Engineering，簡稱ECE）[12]
- 工程教育學系（Engineering Education，簡稱ENE）[13]
- 工業工程學系（Industrial Engineering，簡稱IE）[14]
- 材料工程學系（Materials Engineering，簡稱MSE）[15]
- 機械工程學系（Mechanical Engineering，簡稱ME）[16]
- 核能工程學系（Nuclear Engineering，簡稱NE）[17]

### Divisions
- 營建工程與管理學系（Construction Engineering and Management，簡稱CEM）[18]
- 環境與生態工程學系（Environmental and Ecological Engineering，簡稱EEE）[19]

## 地點

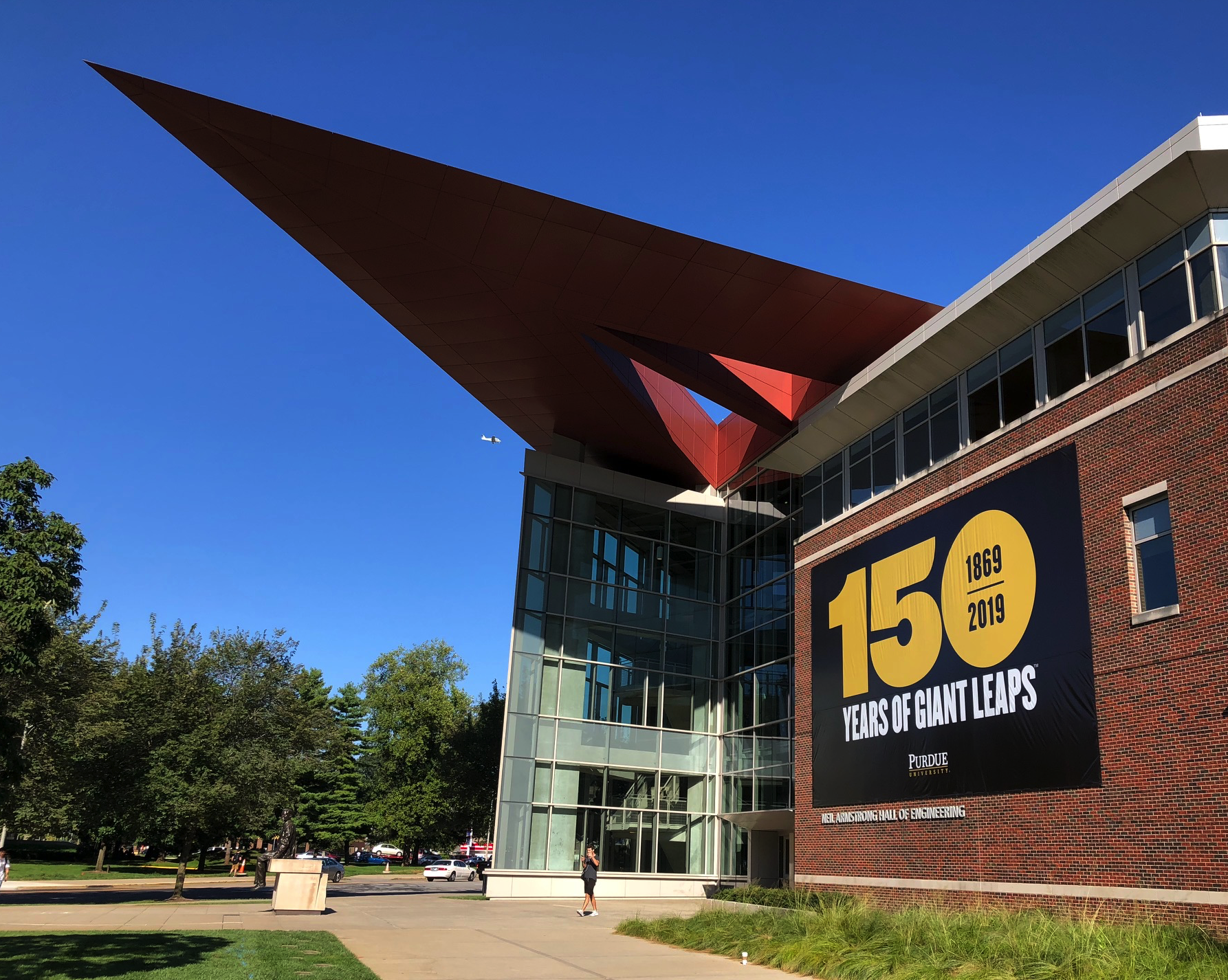
尼爾·阿姆斯壯工程大樓

普渡大學工程學院位於西拉法葉主校區，目前學院的旗艦建築為位於校園中心的尼爾·阿姆斯壯工程大樓（Neil Armstrong Hall of Engineering），以學院校友尼爾·阿姆斯壯命名，為學院行政辦公室所在地，亦為航空與航天工程學系、材料工程學系、工程教育學系的主要大樓。其餘工程學院各科系的主要建築亦位於校園中心，僅農業與生物工程學系、生醫工程學系位於校園南側。另外，各科系均設有實驗室位於校園各處，例如Wang Hall、Young Hall、校園南側的Birck Nanotechnology Center、東南側的Bowen Laboratory等。

## 排名
普渡大學工程學院的排名表現於全美名列前茅，以下為2019年的排名。
| 學術單位         | 學士班 排名 | 研究所 排名 |
| ---------------- | ----------- | ----------- |
| 工程學院（整體） | 9           | 8           |
| 航空與航天工程   | 4           | 5           |
| 農業與生物工程   | 1           | 1           |
| 生醫工程         | 24          | 28          |
| 化學工程         | 15          | 15          |
| 土木工程         | 5           | 6           |
| 電腦工程         | 10          | 12          |
| 電機工程         | 9           | 12          |
| 環境工程         | 11          | 18          |
| 工業工程         | 3           | 6           |
| 材料工程         | 12          | 16          |
| 機械工程         | 8           | 8           |
| 核能工程         | N/A         | 12          |

## 外部連結
- 官方网站